# Square de la Place-Pasdeloup
Square de la Place-Pasdeloup, även benämnd Square Pasdeloup, är en park på Place Pasdeloup i Quartier de la Folie-Méricourt i Paris elfte arrondissement. Den är uppkallad efter den franske kompositören och dirigenten Jules Pasdeloup (1819–1887). I parken står Fontaine Dejean, som är tillägnad den franske arkitekten François-Eugène Dejean. Fontänen, som avtäcktes år 1906, är ritad av Jean Camille Formigé och Charles Louis Malric.

## Bilder
| - Jules Pasdeloup. - Skylt. - Fontaine Dejean. |

## Omgivningar
- Saint-Denys-du-Saint-Sacrement
- Place Pasdeloup
- Boulevard du Temple
- Rue Oberkampf
- Rue Amelot
- Rue de Crussol
- Cité de Crussol
- Rue des Filles-du-Calvaire
- Rue Commines
- Rue Froissart
- Passage Saint-Pierre-Amelot
- Rue de Malte

## Kommunikationer
- Tunnelbana – linje  – Filles du Calvaire
- Busshållplats Oberkampf – Filles du Calvaire – Paris bussnät, linje 96

### Webbkällor
- ”Square de la Place-Pasdeloup” (på franska). Paris.fr. Arkiverad från originalet den 21 oktober 2022. https://archive.ph/Mt5pc. Läst 21 oktober 2022.
- ”Square de la Place-Pasdeloup”. Les rues de Paris. https://web.archive.org/web/20190727193019/http://www.parisrues.com/rues11/paris-11-square-pasdeloup.html. Läst 21 oktober 2022.